# Spinaria dimidiata
Spinaria dimidiata är en stekelart som beskrevs av John Obadiah Westwood 1882. Spinaria dimidiata ingår i släktet Spinaria och familjen bracksteklar. Inga underarter finns listade i Catalogue of Life.